# IEEE P1363
IEEE P1363 je standardizační projekt Institutu pro elektrotechnické a elektronické inženýrství (IEEE) pro oblast asymetrické kryptografie. Zahrnuje standardy
- IEEE Std 1363-2000 a 1363a-2004, které se věnují tradiční asymetrické kryptografii založené na hledání prvočíselného rozkladu, na řešení problému diskrétního logaritmu a problematice asymetrické kryptografie nad eliptickými křivkami. Jejich tématem je tedy například Diffieho–Hellmanova výměna klíčů, Diffieho–Hellmanův protokol s využitím eliptických křivek, MQV, DSA, ECDSA, RSA a varianta algoritmu ElGamal.
- IEEE Std 1363.1-2008 věnující se kryptografii na bodových mřížích, přesněji algoritmu NTRUEncrypt
- IEEE Std 1363.2-2008 věnující se dohodě na klíči na základě hesla, mj. protokolům SPEKE a SRP
- IEEE Std 1363.3 (draft) věnující se kryptografii založené na párování